# Livre de Job
 (juillet 2011).
Si vous disposez d'ouvrages ou d'articles de référence ou si vous connaissez des sites web de qualité traitant du thème abordé ici, merci de compléter l'article en donnant les références utiles à sa vérifiabilité et en les liant à la section « Notes et références ».
Le Livre de Job (hébreu : איוב Iyov) est l'un des Livres du Tanakh et de l'Ancien Testament. Poème didactique écrit en prose, on considère généralement qu'il porte sur le problème du Mal.
Les nombreuses interprétations du Livre sont des tentatives classiques pour réconcilier la coexistence du mal et de Dieu (pour laquelle Leibniz a forgé le terme de théodicée). Mais l'intention originale du Livre de Job apparaît comme assez ambiguë : tantôt invocation à la droiture, tantôt perspective cynique de cette idée ou, selon quelques érudits, satire contre un maintien « puritain » de la religion.

## Résumé
Dans ce récit dramatique, Satan accuse Job devant Dieu et prétend que Job ne servirait plus l’Éternel s’il se trouvait dans l’affliction. Dieu va donc prouver à Satan que son serviteur Job lui demeure fidèle, même dans la souffrance. Dieu permettra au diable de le frapper.
Job possède trois amis très philosophes qui vont raisonner avec lui sur l’origine de ses souffrances. Job répond à chacune de leurs paroles. Finalement, Elihou le quatrième personnage, reconnaît la vraie cause de cette épreuve. Ce Livre se termine par un discours de l’Éternel, Job et ses amis s’humiliant et se repentant autour de l’autel des holocaustes et Dieu rétablit Job en lui rendant une famille.
Les chapitres Jb 1 - Jb 2 constituent le prologue de l'histoire. Les chapitres 3 à 31 rapportent une série de discussions entre Job et trois amis. Les chapitres 32–37 contiennent les discours d'Élihou, un quatrième ami, qui condamne Job pour des raisons autres que celles des trois premiers amis. Les chapitres 38 à 42 forment la conclusion du Livre, assurant Job qu'il avait fait les bons choix dès le départ.

### Structure détaillée
Le sujet est la mise à l'épreuve de Job, les circonstances de celle-ci, sa nature, l'endurance de Job, et sa conclusion. Le Livre consiste en : 
1. Une introduction historique en prose (ch. 1,2) ;
2. La controverse et sa solution, en vers (ch. 3-42:6). Les lamentations de Job (ch. 3) sont l'occasion d'une controverse qui se tient en trois parties, chacune formée d'un dialogue entre Job et ses trois amis. Le premier échange donne le début de la controverse (ch. 4-14) ; le second l'amplification de celle-ci (ch. 15-21) ; et le troisième son paroxysme (ch. 22-27). Job veut mettre Dieu à l'épreuve par un « serment d'innocence » (Job 27-31). Suit la résolution de la controverse, dans les termes et concepts innovants contenus dans les discours d'Elihou, un autre acteur, condamnant Job pour d'autres raisons que ses amis, préparant la voie pour l'adresse à Dieu, ce qui est suivi de l'humble confession de sa propre faute et de sa folie (42:1-6). Le repentir de Job est le point de pivot de l'histoire, étant le but ultime de l'épreuve dans son entièreté. La restauration de la miséricorde et de la compassion divine couronnent la conclusion ;
3. La troisième section, une conclusion historique en prose (42:7-15).

Les 1re et 3e sections du Livre semblent composées sur un autre ton que celui du corps, reprenant le point de vue d'Elihou (Il Est mon El).

## Récit

### Les épreuves de Job
Job, habitant le pays de Hous, était un homme d'une grande probité, vertu et piété. Il était très riche en troupeaux et serviteurs, qui constituaient à cette époque la principale richesse, y compris  des princes d'Arabie et d'Édom. Il avait sept fils et trois filles, ainsi qu'un grand renom parmi tous les peuples des deux côtés de l'Euphrate.
Ses fils faisaient des réjouissances pour chacun, et lorsqu'ils avaient fait le tour des jours de festins, Job les purifiait et offrait des offrandes en holocauste au cas où l'un d'eux aurait fauté envers Dieu, sans le vouloir ou en secret. Lui-même avait en horreur l'injustice, l'idolâtrie, la tricherie et l'adultère, n'avait pas de mauvaises pensées, était généreux envers le pauvre, la veuve et l'orphelin, l'aveugle et le boiteux.
Un jour, les Fils de Dieu et Satan se présentent à la cour divine. Satan, pour lequel il ne peut y avoir d'amour humain désintéressé, demande de pouvoir mettre Job, « l'homme le plus intègre », à l'épreuve. Dieu accepte, lui donnant la première fois tout loisir de toucher à ses biens, mais pas à sa personne ; trois serviteurs viennent alors annoncer à Job une catastrophe qui a détruit ses biens en gros et menu bétail, et dont ils sont les seuls survivants. Un autre lui annonce la mort de ses enfants. Job se lève, déchire ses vêtements, et tombe à terre disant « Nu je suis sorti du ventre de ma mère, et nu je retournerai dans le sein de la terre. Le Seigneur a donné, le Seigneur a repris, loué soit le Nom du Seigneur ». 

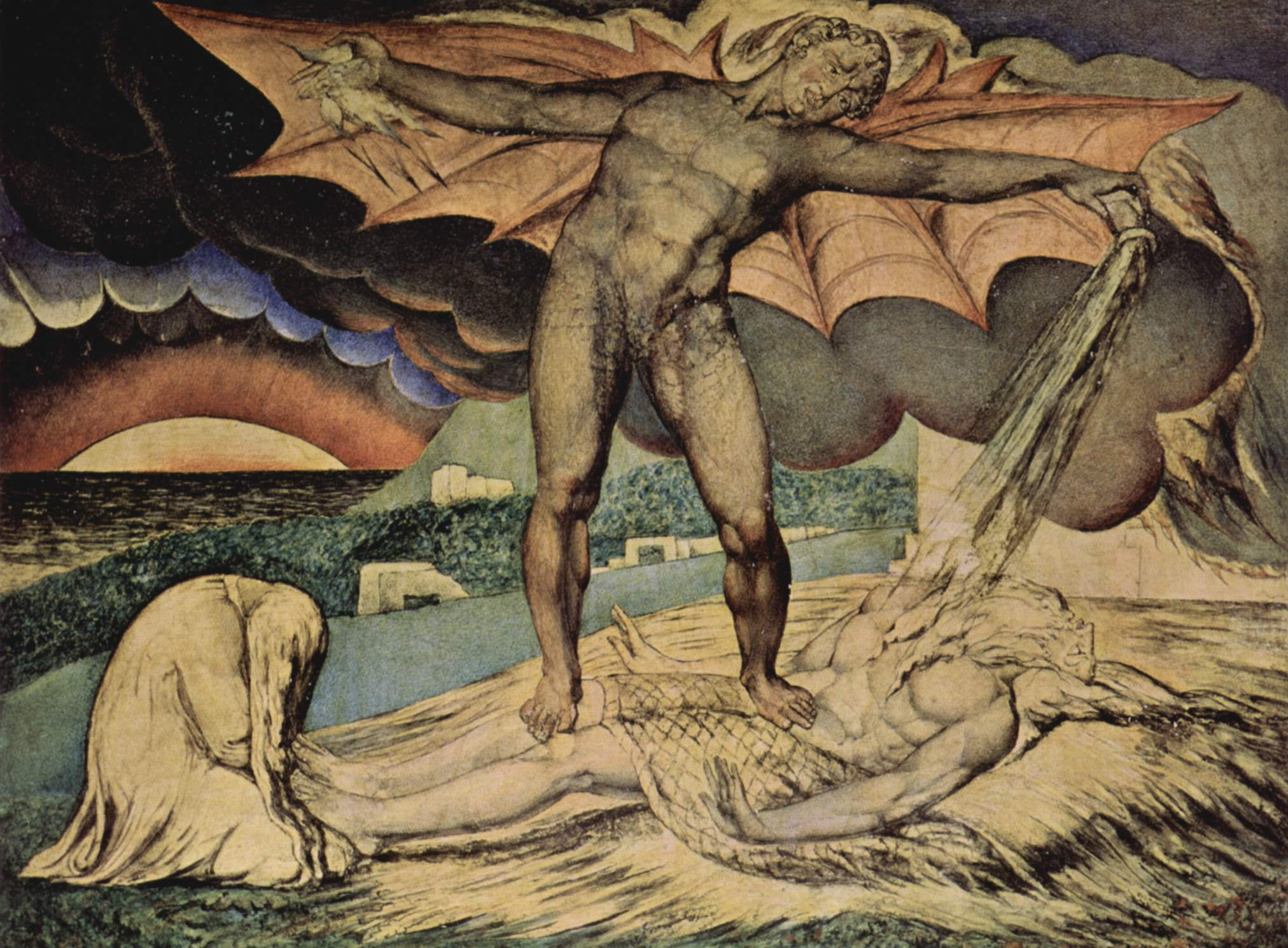
Le Satan affligeant Job d'un ulcère malin, illustration de William Blake pour le Livre de Job.

Job ne se rebellant pas contre la providence divine, Satan sollicite la permission d'affliger sa personne, ce que Dieu lui concède à condition de ne pas toucher à sa vie. Satan frappe Job d'un « ulcère malin » (la lèpre ?) et Job prend un tesson pour se gratter et s'assoit sur la cendre. Sa femme l'incite à maudire Dieu et mourir, mais Job « ne pécha point par ses lèvres ». Dans la traduction française, sa femme dit : « maudis Dieu et meurs », mais dans le texte hébreu il est écrit « bénis Dieu et meurs »[réf. nécessaire].
Informés de son infortune, trois amis de Job, Éliphaz de Teman, Bildad de Schuach, et Tsophar de Naama, se rendent chez lui pour le plaindre et le consoler. Il n'est fait aucune mention d'Elihou le Bouzite, qui semble « apparaître » au chapitre 32. Les malheurs de leur ami, qu'ils ne reconnaissent pas, leur font prendre le deuil et ils passent sept jours près de lui sans parler, avant que Job ne prenne la parole.

### Discours d'Éliphaz, Bildad et Tsophar
Les amis de Job émettent et soutiennent l'idée que Dieu étant juste, quiconque connaît un sort aussi peu enviable que celui de Job est nécessairement puni pour avoir désobéi à la loi divine. À mesure que progresse le poème, leurs réprimandes se font de plus en plus insistantes sur son refus de confesser ses péchés, bien qu'eux-mêmes soient en peine de les déterminer. Ils continuent à estimer que Job est un pécheur méritant sa punition, et supposent, selon une théologie simpliste, que Dieu récompense le bien et punit le mal sans aucune exception. D'après eux, Dieu ne pourrait pas autoriser la souffrance pour une autre raison que la rétribution.

### Discours de Job
Job, convaincu de son innocence, maintient que ses souffrances ne pourraient être dues à ses péchés, et qu'il n'y a donc pas de raison que Dieu le punisse. Il refuse cependant et refusera obstinément de maudire Son Nom.

### Discours d'Elihou
Elihou, dont le nom signifie « Il est mon Dieu », tient la voie de la médiation, maintenant la souveraineté, la justice de la miséricorde divine. Il condamne fortement l'approche des trois amis, tout en reprochant à Job de présenter sous un faux jour la justice de Dieu, et de discréditer Son caractère aimant.
Elihou dit qu'il prend la parole en dernier du fait de son jeune âge, mais ajoute que l'âge ne fait pas de différence en matière de compréhension et de sagesse. Son discours, « prophétique » ou tout au moins inspiré, décrit le pouvoir de Dieu, la rédemption et la justice absolue de toutes ses actions. Dieu est puissant, et juste en même temps, prompt à avertir et pardonner.
Outre son discours et son ton distinctif, Elihou ne sera pas blâmé par Dieu à la fin de l'histoire, alors que les trois amis le seront. Par ailleurs, Job ne répond ni aux invectives d'Elihou ni à ses révélations de la manière dont Dieu le traite.

### Réponse de Dieu à Job
Après plusieurs cycles d'échanges entre Job et ses amis, la voix de Dieu, sortant d'un « nuage » ou d'une « tempête » décrit, en termes évocateurs et lyriques, ce qu'est l'expérience d'être responsable du monde tel qu'il est, et demande si Job a jamais eu ces expériences que Lui, Dieu, a eues.
La réponse de Dieu souligne que Job partage le monde avec de nombreuses créatures puissantes et remarquables, parmi lesquelles Béhémoth et le Léviathan, chacune ayant sa vie et ses besoins, auxquels Dieu doit pourvoir, et la faim des jeunes ne peut être calmée qu'en prenant la vie d'autres. Job a-t-il jamais la moindre expérience du monde dans lequel il vit ? Comprend-il ce que signifie être responsable d'un tel monde ? Job admet qu'il ne le comprend pas, et demande à Dieu de lui pardonner.
Dans le dénouement, Dieu condamne les amis de Job pour leur insistance à parler de manière erronée des motifs et méthodes de Dieu, leur prescrit de réaliser d'énormes sacrifices animaux et instruit Job de prier pour leur pardon. Immédiatement après cela, Dieu restaure la fortune de Job, lui donnant le double des richesses qu'il possédait, et 10 enfants. Ses filles furent les plus belles du pays, et reçurent l'héritage de leur vivant. Job vit une vie sainte et heureuse et meurt d'une belle mort.

## Thèmes et interprétation
L'exégèse du texte tourne en grande partie autour de la question « L'infortune résulte-t-elle toujours d'une punition divine ? » Les trois amis de Job répondraient par l'affirmative, déclarant que ses infortunes sont la preuve des péchés qu'il a dû commettre. Ses amis croient aussi à la réciproque, que la fortune résulte toujours d'une récompense divine, et que si Job se repentait, la vie lui sourirait à nouveau.
Cependant, Job affirme et maintient qu'il est vertueux, et que son infortune n'est pas une punition, ce qui soulève la possibilité, selon sa femme, que Dieu pourrait agir en fonction de Ses caprices, raison pour laquelle elle enjoint à son mari de maudire Dieu et mourir. Job répondra d'une voix égale que « l'Éternel a donné, l'Éternel a repris, béni soit Son Nom ». Au paroxysme du Livre, Dieu répond à Job non par une réponse mais par une question : où était-il, lui, Job lorsque Lui, Dieu créa le monde ?
Cette réponse même peut être interprétée de diverses façons : on peut y lire une humiliation de Job, mais Job est, paradoxalement, réconforté par celle-ci, et par le fait qu'il a vu Dieu et n'est pas mort, suggérant que l'auteur du Livre semblait plus inquiet de savoir si Dieu est, ou non, présent dans la vie des gens que de la question de Sa justice. Le chapitre 28 rejette tout effort de comprendre les voies divines.
Les parties en prose compliquent le Livre davantage encore : dans l'introduction, Dieu, après Sa conversation avec le Satan, l'autorise à infliger des misères à Job et à sa famille. La conclusion, où Dieu restaure la richesse de Job et de sa famille et aussi, probablement, sa santé, semble indiquer que la foi parfaite est récompensée. Pourtant, Dieu, répondant à cette question, condamne les amis de Job, leur disant que Job seul a fidèlement représenté la vraie nature de Dieu - que tous ses amis étaient dans leur tort en disant que la foi et la vertu sont récompensées. Ce n'est qu'après les sacrifices que les amis de Job font à Dieu, et après que Job a prié pour eux - en tant que « prêtre » appointé par Dieu - que Dieu restaure sa bonne fortune.

### Le Testament de Job
Le Testament de Job (en), un livre pseudépigraphique, possède un récit parallèle à celui du Livre de Job. Il contient des détails légendaires, comme le destin de l'épouse de Job, l'héritage de ses filles, et l'ancestralité de Job.
Empruntant les méthodes de l'aggada juive, il élabore sur le Livre, faisant de Job un roi d'Égypte. Comme beaucoup de "Testament de..." apocryphes, le récit débute lors de la maladie fatale de Job, et du moment où il appelle ses fils et filles pour leur donner ses dernières instructions et exhortations. Tous les personnages du Livre sont abordés dans le Testament, mais l'accent est mis sur la femme de Job, et beaucoup de parallèles à des croyances chrétiennes, trouvées par le lectorat chrétien, comme  l'intercession avec Dieu et le pardon.
La section du Livre, dédiée aux amis de Job comme le Livre, dévie encore plus du récit biblique : plutôt que de se plaindre ou s'en prendre à Dieu, Job approuve sa foi en dépit des lamentations de ses amis. Lorsque l'un de ceux-ci abandonne la partie, et que les autres tentent de lui pourvoir un traitement (médical), Job insiste sur la vérité de sa foi, et la voix de Dieu dit aux réconforteurs de ne pas persister dans leur attitude. La plupart des amis écoutant Sa voix, et décident de railler celui qui reste à lamenter le destin de Job.

### Le Satan
Le Satan apparaît dans le prologue en prose de Job, avec sa connotation habituelle d' « adversaire » et « déviateur » personnifié. Il est dépeint comme étant l'un des êtres célestes, ou « fils de Dieu » (à moins qu'il ne fasse que se trouver parmi eux) devant Dieu, répondant à la question de Dieu d'où il vient par les mots : « De parcourir la terre de fond en comble et de m’y promener au-dessus et en dessous d'elle » (Job 1:7).
Tant la question que la réponse, ainsi que le dialogue qui s’ensuit, semblent caractériser le Satan comme le membre du conseil divin qui observe l'activité humaine, avec le but d'en rechercher les défauts avant tout. Il est donc le procureur céleste, cherchant les défauts, persistant à croire à l'impossibilité d'une piété désintéressée après que Job a refusé de maudire l'Éternel pour ces malheurs survenant aussi brusquement que les bontés auxquelles il était habitué; le Satan demande même des épreuves plus dures encore (Job 2:3-5).
L' « adversaire » n'apparaît que dans le prologue, et est apparemment absent du poème central.
Dans le Testament, il apparaît sous un éclairage nettement plus négatif. Son acharnement contre Job est dû à la destruction par Job d'un temple non-juif. Il attaque Job directement, mais échoue à chaque fois du fait de la patience de Job, alors que dans le récit biblique, Job défaille mais retient sa foi.

### La femme de Job
L'épouse de Job n'est mentionnée qu'une fois dans le Livre, au chapitre 2, où elle lui enjoint de renier Dieu et de mourir. Le Testament de Job ajoute quelques détails légendaires : elle se nommerait Sitis, ou Sitidos, et tombée dans la misère avec son époux, elle serait allée jusqu'à vendre ses cheveux à Satan (se faisant passer pour un boulanger)  en échange de pain. Finalement, elle serait morte "d'épuisement et de courage" et aurait été ensevelie dans les ruines de la maison qui s'était effondrée sur ses enfants.
Dans la tradition musulmane, l’épouse d’Ayyûb (Job) s’appelle Rahma, qui signifie « clémence, miséricorde ».
Selon la tradition rabbinique, Job eut ensuite en seconde épouse Dinah, fille de Jacob et de Léa,,,. Ce serait elle qui donne à Job les dix enfants nés après ses épreuves : sept fils non nommés et trois filles qui s'appellent Jemima, Kezia et Kéren-Happouc.

### Le problème du mal
Bien que traitant des souffrances de Job, le Livre ne répond pas tout à fait à la question de savoir pourquoi Job (ou n'importe qui d'autre) connaît la souffrance et la perte de sa famille et de ses biens. Le Livre explique que ce n'est pas parce que l'on a des afflictions que l'on a nécessairement péché. Le Seigneur peut utiliser l'affliction pour donner de l'expérience, de la discipline et un enseignement aussi bien que pour punir. Le pourquoi des souffrances est inconnaissable.

### Respect et destin
Que Dieu donne une récompense ou qu'Il ne donne rien, le respect à Lui témoigner est le même. Par ailleurs, lorsque « Le Seigneur a donné, le Seigneur a repris », la réaction de Job est « Loué soit le Nom du Seigneur. » Et Elihou lui enseigne qu'il en est de même quand les souffrances assaillent sans raison, voire touchent le juste et non le méchant.

## Genèse du Livre
Une grande diversité d'opinions existe quant à l'ascription du Livre. D'après des indices internes, comme la similarité de fond et de forme avec le Livre des Psaumes (notamment 88 et 89) et le Livre des Proverbes, la haute importance accordée à l'idée de la « sagesse », etc. pourraient faire supposer qu'il fut écrit au temps des rois David et Salomon. D'autres le placent à l'époque post-exilique. Don Isaac Abravanel ne parvient pas à le dater. Selon la tradition talmudique, c'est une parabole, alors que selon une lecture littérale de la Bible, c'est un événement historique.
En contraste, les études profanes du texte concluent de façon plus générale que, bien que des termes archaïques comme le « conseil dans les cieux » subsistent, et que « l'histoire » de Job était familière à Ezéchiel (14:14), le Livre de Job dans sa forme actuelle ne fut fixé qu'au IVe siècle AEC (avant l'ère chrétienne : av. J.-C.).
 Ezéchiel place Job sur un pied de comparaison avec d'autres figures de justes comme Noah (Noé) et Daniel. L'histoire de Job a apparemment commencé en terre d'Édom, qui en est restée le décor. Des fragments de Job ont été trouvés parmi les manuscrits de la mer Morte, et Job reste une figure prééminente de nombreuses aggadot. Le Testament de Job, rédigé tardivement et en Grec, figure parmi les apocryphes. Les biblistes critiques estiment que les sections en prose du Livre furent composées afin de placer le poème central dans un « livre populaire » en prose  (prose « folk-book »), ainsi que l'expriment les compilateurs de la Jewish Encyclopedia. Dans le prologue et l'épilogue, le Nom de Dieu est le Tétragramme, un Nom également  en usage parmi les Édomites. Quant au poème central proprement dit, il serait d'une autre source.

### Une possible source sumérienne?
Dans son livre L'Histoire commence à Sumer, l'assyriologiste et sumérologiste Samuel Noah Kramer fournit la traduction d'un texte sumérien qui montre des parallèles remarquables avec le Livre de Job. Il en déduit que le récit hébraïque aurait été sinon dérivé, du moins influencé par un prédécesseur sumérien, ce qui était classique à cette époque (cf le récit du Déluge, aussi influencé d'une histoire sumérienne)

### Interpolations et additions tardives
Dans la forme de Job que nous possédons, diverses interpolations auraient été faites dans le texte du poème central. Parmi les hypothèses de ce genre les plus couramment formulées, 
- les « textes parallèles », qui seraient des développements parallèles aux passages correspondants dans le texte de base ;
- les discours d'Elihou (Chapitres 32-37), qui constituent une polémique contre les idées exprimées ailleurs dans le poème, et seraient des interpolations interprétatives. Les discours d'Elihou (qui n'est pas mentionné dans le prologue au côté des trois amis) seraient en contradiction avec les opinions fondamentales exprimées par les « accusateurs amicaux » dans le corps du poème, selon lesquelles il est impossible que le juste souffre, et que la souffrance soit autre chose qu'une punition. Elihou, cependant, révèle que les souffrances peuvent être décrétées pour le juste en protection  d'un plus grand péché, pour l'amélioration morale et pour servir d'avertissement. Elles permettent donc de montrer une plus grande confiance, et une plus grande dépendance, d'un Dieu miséricordieux, en face de l'adversité, un thème commun à la Bible Hébraïque et au Nouveau Testament, culminant en la personne du Messie, en tant que serviteur souffrant (pour le judaïsme, le Serviteur Souffrant est le peuple d'Israël dans son entièreté, et non le Messie).

Davantage objets de contentieux entre savants sont « l'identité » des corrections et révisions supposées des discours de Job, qui, selon leurs hypothèses, sont censés avoir été faits dans le but de les harmoniser avec la doctrine de la rétribution. Un exemple classique d'une telle proposition est la traduction du dernier verset des discours de Job, extrêmement problématique en Hébreu. Selon les traductions classiques (Louis Segond 1910), Job dit « C'est pourquoi je me condamne et je me repens sur la poussière et sur la cendre ». Ceci semble en résonance avec le corps du poème et les discours de Job, et le fait qu'il n'y aurait pas de restauration sans l'humble admission par Job de sa mortalité, face à la divinité dans toute sa majesté et sa gloire.

## Réception du Livre de Job dans les religions monothéistes

### Le Livre de Job dans le judaïsme
Le Talmud discute en plusieurs occasions de Job. La tradition biblique juive n'a jamais douté de son existence. Il était considéré comme un personnage réel et puissant. 
Selon le Talmud (Traité Sota), Job fut l'un des trois conseillers consultés par le Pharaon de l'Exode avant de prendre une décision concernant les « Enfants d'Israël » qui se multipliaient de façon alarmante (Voir parachat Chemot) à l'époque de la naissance de Moïse. Balaam donne un avis néfaste, pressant Pharaon de tuer les nouveau-nés mâles Hébreux ; Jéthro déconseille au contraire au Pharaon de nuire aux Hébreux ; Job, bien qu'opposé aux plans de Pharaon, garde le silence. C'est pour ce silence que Dieu le punira de la sorte.
Un autre midrach fait de Job le Pharaon lui-même au temps de Moïse. Le message est probablement allégorique, justifiant les épreuves de Job par une punition pour avoir laissé les Israélites souffrir lors de l'esclavage (conclusion : si l'on est en mesure d'empêcher la souffrance, on doit le faire).
Le Talmud (T.B Baba Batra 15a-16b) tente de préciser le cadre de l'histoire et de la vie de Job : selon deux traditions, il vécut au temps d'Abraham ou de Jacob. Levi ben La'hma affirmait que Job vécut au temps de Moïse, qui aurait écrit le Livre de Job. D'autres pensent qu'il fut écrit par Job lui-même (voir Job 19:23-24: « Oh! je voudrais que mes paroles fussent écrites, qu'elles fussent écrites dans un livre ! »), ou par Elihou, ou Isaïe.
Une vue minoritaire parmi les Sages rabbiniques, exprimée par Rech Lakich, suggère que Job n'a pas existé (voir  T.B Baba Batra 15a, et Berechith Rabba 68). Selon cet avis, Job aurait été la création littéraire d'un prophète qui aurait utilisé cette forme pour écrire un message divin ou une parabole. 
De l'autre côté, le Talmud s'épand en longues discussions, afin de prouver l'endroit du lieu de résidence de Job, citant de nombreuses opinions et interprétations par les sages.
Job est également mentionné dans le Talmud comme suit :
- la résignation de Job à son destin (T.B Pessahim 2b) ;
- lors de la prospérité de Job, tout un qui s'associait à lui, fût-ce pour acheter de lui ou lui vendre, était béni (ibid 112a) ;
- la prospérité de Job était la récompense de sa générosité (T.B Meguiloth 28a) ;
- le roi David, Job et Ézéchiel ont décrit la longueur de la Torah sans lui assigner un nombre (T.B Erouvin 21a).

Selon le Talmud, Job était âgé de 70 ans au début de l'histoire narrée dans le Livre.

#### Usage liturgique juif
Le Livre de Job est rarement utilisé dans la liturgie juive (bien que de nombreux versets la parsèment, notamment aux funérailles et lors du deuil). Cependant, il est l'un des seuls livres dont l'étude est autorisée le 9 Av (un jour de jeûne commémorant la destruction des Temples de Jérusalem et d'autres tragédies), l'autre étant le Livre des Lamentations, et ses commentaires midrachiques. Au-delà de la question « Qui peut comprendre les voies de la justice divine ? », il véhicule un message optimiste bien que sévère, rejoignant les deux derniers versets des Lamentations : « Qu'importe la douleur, la dureté du malheur qui nous éprouve, Dieu ne nous a pas abandonnés. »
Les cantillations du Livre de Job, selon la tradition séfarade, diffèrent de celles des autres Livres bibliques. Un échantillon de la cantillation et de son chant est fourni infra.

#### Approche mystique
Nahmanide offre un commentaire plus mysticisant au Livre de Job. Selon l'approche mystique, Job est puni pour être hérétique, l'une des raisons de penser ceci pouvant être vue au chapitre 3, où il suppose automatiquement avec conviction que n'ayant pas péché, Dieu n'a pas le droit de le punir ainsi. Une autre raison est qu'il ne croit pas à la réincarnation (guilgoul haNeshamot). Il croit qu'une fois la personne morte, tout est fini pour elle, sans la moindre mention d'une après-vie. Or, selon le Ramban, le Livre de Job dans son entièreté est une indication que la réincarnation est la véritable réponse au problème de la rétribution.
Pour Job, qui reflète les conceptions d'Aristote, Dieu a laissé le monde aux astres, ce qui est évident dans le verset « Maudit soit le jour qui m'a vu naitre » (3:2) Job maudit le jour de sa naissance car il lui suppose un caractère néfaste, au sens astrologique du terme.
Selon Nahmanide, les enfants de Job ne sont pas morts au début de l'histoire mais déportés en captivité, et libérés à la fin de l'histoire.

### Le Livre de Job dans le christianisme
Les chrétiens reconnaissent la canonicité du Livre de Job dans l'Ancien Testament. Job est cité dans le Nouveau Testament comme un exemple de persévérance dans la souffrance (Jacques Jc 5,11).
Plusieurs références au Livre de Job se retrouvent dans le Nouveau Testament, spécialement les Épîtres. Plus spécifiquement :
- Ap.: Ap 9,6 fait allusion à Job 3,21, Ap 14,10 et Ap 19,15 à Job 21,20, Ap 16,21 à Job 38,22-23
- 2 Thes. 2:8 fait référence à Job 4,9
- 1 Cor. 3:19 cite Job 5:13; 1 Cor. 4:5 est basé sur Job 12,22
- Heb. 12:5, Jas. 1:12, et Ap. 3:19 élaborent[pas clair] tous sur Job 5,17 et Job 23,10
- Comparer Jas. 4:14 là où les péchés abondent, la générosité surpasse, Son omnipotence, omniscience, omnisapience, ubiquité, omniliberté, amour infini et suprême majesté.

La déclaration de Job, « Je sais que mon Rédempteur vit » (19:25), est interprétée comme une déclaration de foi proto-chrétienne, et forme la base de plusieurs hymnes chrétiens.
Beaucoup de chrétiens tiennent Job pour un prototype historique de Jésus Christ : l'Homme souffrant le plus indûment de tous, sous la providence et la volonté du Seigneur.
Martin Luther était rempli d'admiration pour la langue de l'Ancien Testament, et trouvait le Livre de Job le plus grandiose et plus sublime que n’importe quel autre Livre de l’Écriture. Dans sa préface au Livre de Job, il revient sur les difficultés rencontrées par les traducteurs.
Ernest Renan dans son livre Le Livre de Job écrit :
« La langue du Livre de Job est l’hébreu le plus limpide, le plus serré, le plus classique. On y trouve toutes les qualités du style ancien, la concision, la tendance à l’énigme, un tour énergique et comme frappé au marteau, cette largeur de sens, éloignée de toute sécheresse, qui laisse à notre esprit quelque chose à deviner, ce timbre charmant qui semble celui d’un métal ferme et pur. »

### Le Livre de Job dans l'islam
Dans le Coran, Job est appelé Ayoūb (arabe : أيوب ) et est considéré comme un prophète de l'islam. Job est mentionné dans le Coran.
Dans la tradition populaire palestinienne, le lieu de l'épreuve d'Ayoūb est à Al-Jura, un village en dehors de la ville d'Al Majdal (l'Ascalon biblique, actuellement Achkelon’). C'est là que Dieu le récompensa avec une fontaine de Jouvence qui retirait toutes les maladies qu'il pourrait avoir. La ville d'Al-Joura était un lieu de réjouissance annuelles (4 jours en tout) lorsque les gens de beaucoup de foi se réunissaient et se baignaient dans une source naturelle.
En Arabe, le nom Ayoūb symbolise la patience, bien qu'il ne signifie pas « patience » en lui-même.
En Turquie, Job, connu comme Eyüp est réputé être enterré dans le village d'Eyyup Nebi, près de Viranşehir, ainsi que le prophète Élie.
Il existe également une tombe de Job en dehors de la cité de Salalah, à Oman.
- La prophétie de Job: « 4:163 »(Archive.org • Wikiwix • Archive.is • Google • Que faire ?) (consulté le 14 mai 2013), « 6:84 »(Archive.org • Wikiwix • Archive.is • Google • Que faire ?) (consulté le 16 août 2013)
- Épreuve et patience: « 21:83,84 »(Archive.org • Wikiwix • Archive.is • Google • Que faire ?) (consulté le 16 août 2013), « 38:41,42,43,44 »(Archive.org • Wikiwix • Archive.is • Google • Que faire ?) (consulté le 16 août 2013)

## Réception du Livre de Job dans les arts et en philosophie

### Approche philosophique

#### Philosophie juive
- Moïse Maïmonide, traite du Livre de Job dans les chapitres 22 et 23 du Guide des égarés. Selon lui, chaque ami de Job représente une grande école de pensée distincte quant à Dieu et la providence. Bildad, par exemple, incarne la vision juive standard, ainsi que celles des mutazilistes, que la vertu est récompensée par Dieu (Job 8:6-8), bien qu'il faille être patient pour que la récompense vienne. C'est pourquoi, si Job est vertueux comme il dit l'être, Dieu finira par le récompenser. Quant à l'opinion de Job, c'est celle d'Aristote, qui professe que Dieu détruit les innocents avec les coupables (Job 9). Or, une telle vue exclut la providence, quand bien même Job croit à Son existence.

Selon Maïmonide, la vision adéquate de la providence est celle d'Elihou, qui apprend à Job que l'on se doit d'examiner sa religion (Job 33). Cette vue correspond à la notion que « la seule religion valable du monde est une religion examinée ». Une religion de routine, comme celle que pratique Job à ses débuts, n'est jamais suffisante. Il faut regarder profondément dans la signification de la religion afin de l'apprécier pleinement et d'en faire une partie authentique de sa vie. Elihou croyait au concept de providence divine, tant récompense que punition à titre individuel et non seulement collectif. Il croyait, d'après Maïmonide, qu'il faut pratiquer sa religion de façon rationnelle. Plus on investigue sa religion, plus on est récompensé ou on la trouve récompensante. Au début de l'histoire, Job est un homme pieux mais n'examinant pas sa foi, donc il n'est pas un philosophe, et n'a pas la  providence. Il est fort peu sage, simplement reconnaissant de sa part. Dieu, selon Elihou, n'a pas choisi de punir Job, mais l'a abandonné et laissé aux prises avec des forces naturelles inamicales.
[Il existe une contradiction entre ces paragraphes. Les moutazilites dans l'islam défendaient, pour faire court et schématiser, que la foi et la spiritualité devaient être examinées à l'aune de la Raison, tant humaine que naturelle, ainsi que les anciens Grecs la concevaient. De ce fait, est-il possible de dire que les moutazilites correspondent à la vision de Bilbad et non celle d'Elihou ?]
- Plus récemment Lev Chestov, philosophe existentialiste russe qui se définissait comme un juif agnostique, voyait en Job l'incarnation du combat entre la raison (qui offre des explications générales et apparemment réconfortantes pour des évènements complexes) et la foi en un Dieu personnel, et le cri d'un homme désespéré vers Lui. En fait, Chestov a fait de sa théorie de Job l'un des signifiants centraux de sa philosophie (une vaste critique de l'histoire de la philosophie occidentale, qu'il voyait—grosso modo—comme une bataille monumentale entre la Raison et la Foi, Athènes et Jérusalem, perspectives profane et religieuse) :

« Le Livre entier est un combat ininterrompu entre les "cris" du très-affligé Job et les "réflexions" de ses amis rationnels. Les amis, en vrais penseurs, ne regardent pas le cas de Job mais le cas "général"; lui sait que le général est sourd et bête - et qu'il est impossible de parler avec lui. "Mais je veux parler au Tout Puissant, je veux plaider ma cause devant Dieu" (13:3). Les amis sont horrifiés des paroles de Job : ils sont convaincus qu'il n'est pas possible de parler avec Dieu, et que le Tout Puissant est soucieux de la fermeté de Son pouvoir et l'immuabilité de Ses lois, mais pas du destin des gens créés par Lui. Peut-être sont-ils convaincus qu'en général, Dieu ne connaît aucun souci mais qu'Il ne fait que régner. C'est pourquoi ils répondent, "Ô toi qui te déchires dans ta fureur, faut-il, à cause de toi, que la terre devienne déserte ? Faut-il que les rochers disparaissent de leur place ?" (18:4). Et, effectivement, les rochers disparaîtraient-ils vraiment de leur place pour Job? La nécessité renoncerait-elle à ses droits sacrés ? Ce serait en vérité le summum de l'audace humaine, une véritable "mutinerie", une "révolte" de la seule personne humaine contre les lois éternelles de la toute-unité de l’être ! » (Spéculation et Apocalypse).

#### Existentialisme moderne
Søren Kierkegaard, philosophe et théologien danois a interprété le Livre de Job dans « La reprise » (ou « La répétition », suivant les traductions). Il fait de Job celui qui entrevoit le dépassement du stade éthique (la morale qui se pense en termes de bien et mal, récompense et châtiment) dans le stade religieux (où l'Individu est seul devant Dieu et n'a de devoir que personnel et absolu, ne devant rendre de compte qu'à Dieu seul ; stade qui est « par-delà bien et mal » pour reprendre l'expression de Nietzsche).

### Approches de Job dans les arts
Au cours du Moyen Âge, Job était dépeint comme un patron de la musique et des musiciens. Une peinture bruxelloise du XVe siècle le montre distribuant des pièces d'or aux musiciens afin qu'ils jouent. Une légende veut que Job ait pris les ulcères de son corps, et que ceux-ci se soient transformés en pièces d'or dès qu'ils avaient quitté sa main. Il aurait donné ces pièces d'or à des musiciens.
- Tomás Luis de Victoria ouvre son Officium defunctorum (1603) par la seconde leçon des Matines, Taedet animam meam dont le texte correspond aux sept premiers versets du chapitre 10 du Livre de Job.
- Goethe, dans son Faust, s'inspire du récit biblique, en particulier dans le « Prologue dans le ciel », discussion qu'entretient le Seigneur avec Méphistophélès.
- William Blake en 1826 réalise une série de vingt-deux gravures pour illustrer le Livre de Job.
- Carl Gustav Jung, Réponse à Job ("Antwort auf Hiob", Zurich, 1952). Dans ce livre controversé, Jung utilise le texte biblique pour interroger les prétentions monothéistes des religions judéo-chrétiennes. Comme Satan n'est autre que "la main gauche de Dieu", Jung démontre que le bien et le mal sont unifiés dans un Dieu.
- Léon Chestov, Sur la balance de Job, pérégrinations à travers les âmes (Paris 1929), titre choisi parce que l'auteur est habité par ce personnage biblique auquel Dieu fait subir des « épreuves inouïes » qui lui ont donné accès aux seules questions qui pour l'homme importent vraiment.
- Harold Kushner (en), When Bad Things Happen to Good People, réflexions d'un rabbin conservative sur la théodicée
- C. S. Lewis, The Problem of Pain
- Job, la force de l'esclave a été écrit en 1983 par Toni Negri, philosophe italien, durant son séjour dans les prisons italiennes, faisant un parallèle entre sa situation personnelle et le héros biblique.
- Petr Eben, compositeur tchèque, compose en 1987 le cycle biblique, le Livre de Job pour orgue concertant et un récitant ad libitum en opposition à son cycle « Faust », musique de scène pour la pièce de Goethe.
- Luigi Dallapiccola, compositeur italien, a écrit une cantate « Job » « sacra rappresentazione » pour soli, chœurs et orchestre.
- Pierre Assouline, Vies de Job : un livre à mi-chemin entre biographie et roman écrit en 2011.
- Terrence Malick, The Tree of Life : le film s'ouvre sur une citation du Livre de Job, de nombreuses thématiques du Livre de Job sont abordées, notamment l'origine du mal. La séquence évoquant l'origine du monde peut être considérée comme une forme de mise en scène de la réponse de Dieu à Job.
- Léviathan, le film d'Andreï Zviaguintsev, sorti en 2014, met en perspective un constat et une méditation sur la corruption et une métaphysique du pouvoir qui s'inspire en partie du Livre de Job et du Léviathan de Hobbes.. La rédemption de l'histoire, son actualisation et son dépassement, y est présentée comme un fatum hautement problématique. "En cela, ce film réussit à se mesurer à ces deux récits et analyses sur le pouvoir, qu'il croise de manière assez magistrale." (Pierre Gonzales iz neR)
- Dans Berlin Alexanderplatz d'Alfred Döblin, un sous-chapitre s'intitule «Dialogue avec Job, il ne tient qu'à toi, Job, tu ne veux pas » et interroge le personnage sur ses réelles volontés de guérison.